# Fortín de San Francisco
El Fortín de San Francisco es uno de los denominados fuertes exteriores de la ciudad española de Melilla, está situado en el interior del Acuartelamiento Santiago en Melilla (España) y está catalogado como Bien de Interés Cultural.

## Historia
Fue construido para dar protección al nuevo Barrio del Polígono, tenía por finalidad proteger el camino hacia Cabrerizas y cubrir los desenfilados que podrían producirse contra los pobladores del Barrio del Polígono. Estaba terminado en 1880.

## Descripción
Se trata de un simple cuerpo de guardia de planta rectangular, principal y azotea, separados por la línea magistral.Los muros son de mampostería, aspillerados tanto en planta principal como en azotea. En la parte media del rectángulo, tambores para flanqueo, uno en el frente de cabeza y otro en la gota, así como la garita de vigilancia en el lateral opuesto a los tambores. La superficie es de 112 metros, con capacidad para 18 hombres.
El acceso principal se efectúa a través de un pasillo de entrada, delimitado por el muro exterior y el interior, para acceder al patio de armas y mediante escalera al garitón de vigilancia sobre la azotea.